# Gert Adolf Klingspor
Gert Adolf Klingspor, född 30 november 1753 på Nävekvarns styckebruk i Tunabergs socken, död 3 oktober 1814 på Flemingsbergs gård, var en svensk militär och politiker.
Gert Adolf Klingspor var son till generalmajoren Christian Joakim Klingspor. Han började sin militära bana som volontär vid Östgöta kavalleriregemente, blev kvartermästare vid Livregementet till häst 1769 och ryttmästare 1776. Han tog avsked 1782 och ägnade sig därefter åt skötseln av sin egendom Mauritzberg. Som svåger till Adolf Ludvig Hamilton slöt han sig vid 1789 års riksdag till oppositionen och talade hos ridderskapet och adeln mot Förenings- och säkerhetsaktens antagande. Han tillhörde hemliga utskottet vid 1792 och 1800 års riksdagar. Vid 1800 års riksdag var han en av dem sin i slutet av maj i protest mot lantmarskalken Magnus Fredrik Brahe avsade sig ledamotskapet av utskottet, men återtog avsägelsen efter audiens hos kungen. I början av riksdagen 1809–1810 stod han nära "de konstitutionella", det vill säga 1809 års män, men slöt sig senare till gustavianerna Eric Ruuth och Jacob De la Gardie. Redan i oktober 1809 märktes en förändrad inställning i hans debattinlägg på Riddarhuset.